# Natação no Campeonato Mundial de Esportes Aquáticos de 2017 - 50 m peito masculino
A prova dos 50 metros peito masculino da natação no Campeonato Mundial de Esportes Aquáticos de 2017 ocorreu nos dias 25 de julho e 26 de julho em Budapeste na Hungria.

## Recordes
Antes desta competição, os recordes mundiais e do campeonato nesta prova eram os seguintes:
| Tipo                  | Atleta     | Tempo | Local | Data                |
| --------------------- | ---------- | ----- | ----- | ------------------- |
|                       | Adam Peaty | 26.42 | Cazã  | 4 de agosto de 2015 |
| Recorde do campeonato | Adam Peaty | 26.42 | Cazã  | 4 de agosto de 2015 |

Os seguintes novos recordes foram estabelecidos durante esta competição. 
| Data        | Prova         | Nadadora   | Nacionalidade | Tempo | Recordes |
| ----------- | ------------- | ---------- | ------------- | ----- | -------- |
| 25 de julho | Eliminatórias | Adam Peaty | Reino Unido   | 26.10 | ,        |
| 25 de julho | Semifinal     | Adam Peaty | Reino Unido   | 25.95 | ,        |

## Medalhistas
| Ouro             | Prata                   | Bronze                      |
| Adam Peaty (GBR) | João Gomes Júnior (BRA) | Cameron van der Burgh (RSA) |

## Resultados

### Eliminatórias
Esses foram os resultados das eliminatórias. Foram realizadas no dia 25 de julho com início às 09:30. 
| Pos. | Bateria | Raia | Nadador               | Nacionalidade                   | Tempo | Notas |
| ---- | ------- | ---- | --------------------- | ------------------------------- | ----- | ----- |
| 1    | 9       | 4    | Adam Peaty            | Reino Unido                     | 26.10 | Q,    |
| 2    | 8       | 5    | Cameron van der Burgh | África do Sul                   | 26.54 | Q,    |
| 3    | 8       | 4    | João Gomes Júnior     | Brasil                          | 26.67 | Q,    |
| 4    | 7       | 4    | Kevin Cordes          | Estados Unidos                  | 26.83 | Q     |
| 5    | 7       | 3    | Kirill Prigoda        | Rússia                          | 26.91 | Q,    |
| 6    | 9       | 3    | Felipe Lima           | Brasil                          | 26.93 | Q     |
| 7    | 9       | 5    | Ilya Shymanovich      | Bielorrússia                    | 27.01 | Q,    |
| 8    | 8       | 2    | Fabio Scozzoli        | Itália                          | 27.04 | Q     |
| 9    | 7       | 5    | Nicolò Martinenghi    | Itália                          | 27.08 | Q     |
| 10   | 7       | 6    | Yasuhiro Koseki       | Japão                           | 27.21 | Q,    |
| 11   | 9       | 7    | Giedrius Titenis      | Lituânia                        | 27.24 | Q     |
| 12   | 7       | 2    | Yan Zibei             | China                           | 27.25 | Q,    |
| 13   | 8       | 7    | Čaba Silađi           | Sérvia                          | 27.27 | Q     |
| 13   | 9       | 6    | Johannes Skagius      | Suécia                          | 27.27 | Q     |
| 15   | 9       | 2    | Cody Miller           | Estados Unidos                  | 27.31 | Q     |
| 16   | 8       | 3    | Peter Stevens         | Eslovênia                       | 27.39 | DES   |
| 16   | 9       | 1    | Arno Kamminga         | Países Baixos                   | 27.39 | DES,  |
| 16   | 8       | 6    | Vsevolod Zanko        | Rússia                          | 27.39 | DES   |
| 19   | 9       | 8    | Richard Funk          | Canadá                          | 27.59 |       |
| 20   | 7       | 7    | Nikola Obrovac        | Croácia                         | 27.61 |       |
| 21   | 6       | 2    | Ari-Pekka Liukkonen   | Finlândia                       | 27.66 |       |
| 22   | 8       | 1    | Jorge Murillo         | Colômbia                        | 27.67 |       |
| 23   | 8       | 0    | Christian vom Lehn    | Alemanha                        | 27.68 |       |
| 24   | 6       | 3    | Matthew Wilson        | Austrália                       | 27.69 |       |
| 25   | 7       | 1    | Marcin Stolarski      | Polónia                         | 27.73 |       |
| 26   | 8       | 9    | Dmitriy Balandin      | Cazaquistão                     | 27.74 |       |
| 27   | 9       | 0    | Youssef El-Kamash     | Egito                           | 27.79 |       |
| 27   | 9       | 9    | Renato Prono          | Paraguai                        | 27.79 |       |
| 29   | 6       | 1    | Yannick Käser         | Suíça                           | 27.84 |       |
| 30   | 6       | 5    | Hüseyin Emre Sakçı    | Turquia                         | 27.90 |       |
| 31   | 7       | 0    | Marek Botík           | Eslováquia                      | 27.92 |       |
| 32   | 7       | 8    | Édgar Crespo          | Panamá                          | 27.93 |       |
| 33   | 8       | 8    | Lachezar Shumkov      | Bulgária                        | 28.07 |       |
| 33   | 7       | 9    | Ioannis Karpouzlis    | Grécia                          | 28.07 |       |
| 35   | 6       | 6    | Martín Melconian      | Uruguai                         | 28.10 |       |
| 36   | 5       | 5    | James Deiparine       | Filipinas                       | 28.13 |       |
| 36   | 6       | 7    | Azad Al-Barazi        | Síria                           | 28.13 |       |
| 38   | 6       | 4    | Nikolajs Maskaļenko   | Letônia                         | 28.27 |       |
| 39   | 6       | 9    | Carlos Claverie       | Venezuela                       | 28.28 |       |
| 40   | 5       | 2    | Miguel de Lara        | México                          | 28.29 |       |
| 41   | 5       | 6    | Filipp Provorkov      | Estónia                         | 28.37 |       |
| 42   | 5       | 7    | Jordy Groters         | Aruba                           | 28.40 |       |
| 43   | 6       | 8    | Gábor Financsek       | Hungria                         | 28.44 |       |
| 44   | 5       | 4    | Indra Gunawan         | Indonésia                       | 28.50 |       |
| 45   | 5       | 1    | Kirill Vais           | Quirguistão                     | 28.61 |       |
| 46   | 6       | 0    | Wu Chun-feng          | Taipé Chinesa                   | 28.75 |       |
| 47   | 4       | 5    | James Lawson          | Zimbabwe                        | 28.85 | =     |
| 48   | 4       | 3    | Mario Ervedosa        | Angola                          | 29.26 |       |
| 49   | 2       | 4    | Santiago Cavanagh     | Bolívia                         | 29.29 |       |
| 50   | 4       | 1    | Evghenii Paponin      | Moldávia                        | 29.42 |       |
| 51   | 4       | 2    | N'Nhyn Fernander      | Bahamas                         | 29.75 |       |
| 52   | 5       | 8    | Marc Rojas            | República Dominicana            | 29.84 |       |
| 53   | 4       | 0    | Sebastien Kouma       | Mali                            | 29.92 |       |
| 54   | 5       | 0    | Corey Ollivierre      | Granada                         | 29.94 |       |
| 55   | 4       | 4    | Gregory Penny         | Ilhas Virgens Americanas        | 29.96 |       |
| 56   | 4       | 7    | Rainier Rafaela       | Curaçau                         | 29.97 |       |
| 57   | 5       | 9    | Roland Toftum         | Ilhas Feroé                     | 30.16 |       |
| 58   | 3       | 4    | Ronan Wantenaar       | Namíbia                         | 30.27 |       |
| 59   | 3       | 5    | Ashley Seeto          | Papua-Nova Guiné                | 30.30 |       |
| 60   | 4       | 6    | Abdoul Niane          | Senegal                         | 30.31 |       |
| 61   | 2       | 1    | Adrian Robinson       | Botswana                        | 30.38 |       |
| 62   | 4       | 8    | Epeli Rabua           | Fiji                            | 30.44 |       |
| 63   | 4       | 9    | Alex Axiotis          | Zâmbia                          | 30.65 |       |
| 64   | 1       | 4    | Muis Ahmad            | Brunei                          | 30.73 |       |
| 65   | 3       | 3    | Anthony Souaiby       | Líbano                          | 30.84 |       |
| 66   | 2       | 5    | Dionisio Augustine    | Estados Federados da Micronésia | 32.28 |       |
| 66   | 2       | 7    | Tindwende Sawadogo    | Burquina Fasso                  | 32.38 |       |
| 68   | 3       | 2    | Shuvam Shrestha       | Nepal                           | 32.50 |       |
| 69   | 3       | 0    | Slava Sihanouvong     | Laos                            | 32.60 |       |
| 70   | 2       | 6    | Adil Bharmal          | Tanzânia                        | 32.67 |       |
| 71   | 2       | 3    | Joshua Tibatemwa      | Uganda                          | 32.77 |       |
| 72   | 1       | 5    | Abdulmalik Ben Musa   | Líbia                           | 32.92 |       |
| 73   | 1       | 2    | Simanga Dlamini       | Essuatíni                       | 33.07 |       |
| 74   | 3       | 1    | Alassane Seydou       | Níger                           | 35.00 |       |
| 75   | 3       | 7    | Moris Beale           | Serra Leoa                      | 35.13 |       |
| 76   | 1       | 3    | Ramziyor Khorkashov   | Tajiquistão                     | 35.52 |       |
| 77   | 3       | 6    | Ablam Awoussou        | Benim                           | 36.34 |       |
| 78   | 1       | 6    | Athoumane Solihi      | Comores                         | 36.61 |       |
| 79   | 3       | 9    | Hamid Rahimi          | Afeganistão                     | 37.95 |       |
| 80   | 2       | 2    | Ebrahim Al-Maleki     | Iêmen                           | 38.98 |       |
| 81   | 3       | 8    | Houssein Gaber        | Djibuti                         | 40.55 |       |
|      | 2       | 0    | Dasar Xhambazi        | Kosovo                          | DNS   | DNS   |
|      | 5       | 3    | Wassim Elloumi        | Tunísia                         | DNS   | DNS   |
|      | 2       | 8    | Jegan Jobe            | Gâmbia                          | DNS   | DNS   |

#### Desempate
| Pos. | Raia | Nadador        | Nacionalidade | Tempo | Notas |
| ---- | ---- | -------------- | ------------- | ----- | ----- |
| 1    | 4    | Peter Stevens  | Eslovênia     | 27.38 | Q     |
| 2    | 5    | Vsevolod Zanko | Rússia        | 27.41 |       |
| 3    | 3    | Arno Kamminga  | Países Baixos | 27.43 |       |

### Semifinal
Esses foram os resultados das semifinais. Foram realizadas no dia 25 de julho com início às 18h11. 
Semifinal 1
| Pos. | Raia | Nadador               | Nacionalidade  | Tempo | Notas            |
| ---- | ---- | --------------------- | -------------- | ----- | ---------------- |
| 1    | 3    | Felipe Lima           | Brasil         | 26.68 | Q                |
| 2    | 4    | Cameron van der Burgh | África do Sul  | 26.74 | Q                |
| 3    | 5    | Kevin Cordes          | Estados Unidos | 26.86 | Q                |
| 4    | 6    | Fabio Scozzoli        | Itália         | 26.96 | Q,               |
| 5    | 1    | Johannes Skagius      | Suécia         | 27.02 | Recorde nacional |
| 6    | 2    | Yasuhiro Koseki       | Japão          | 27.17 | Recorde asiático |
| 7    | 8    | Peter Stevens         | Eslovênia      | 27.20 |                  |
| 8    | 7    | Yan Zibei             | China          | 27.33 |                  |

Semifinal 2
| Pos. | Raia | Nadador            | Nacionalidade  | Tempo | Notas |
| ---- | ---- | ------------------ | -------------- | ----- | ----- |
| 1    | 4    | Adam Peaty         | Reino Unido    | 25.95 | Q,    |
| 2    | 3    | Kirill Prigoda     | Rússia         | 26.85 | Q,    |
| 3    | 5    | João Gomes Júnior  | Brasil         | 26.86 | Q     |
| 4    | 6    | Ilya Shymanovich   | Bielorrússia   | 26.90 | Q,    |
| 5    | 2    | Nicolò Martinenghi | Itália         | 27.01 |       |
| 6    | 1    | Čaba Silađi        | Sérvia         | 27.18 |       |
| 7    | 7    | Giedrius Titenis   | Lituânia       | 27.24 |       |
| 8    | 8    | Cody Miller        | Estados Unidos | 27.46 |       |

### Final
A final foi realizada em 26 de julho às 18h17. 
| Pos.              | Raia | Nadador               | Nacionalidade  | Tempo | Notas                 |
| ----------------- | ---- | --------------------- | -------------- | ----- | --------------------- |
| Medalha de ouro   | 4    | Adam Peaty            | Reino Unido    | 25.99 |                       |
| Medalha de prata  | 7    | João Gomes Júnior     | Brasil         | 26.52 | Recorde sul-americano |
| Medalha de bronze | 3    | Cameron van der Burgh | África do Sul  | 26.60 |                       |
| 4                 | 5    | Felipe Lima           | Brasil         | 26.78 |                       |
| 5                 | 2    | Kevin Cordes          | Estados Unidos | 26.80 |                       |
| 6                 | 8    | Fabio Scozzoli        | Itália         | 26.91 | Recorde nacional      |
| 7                 | 6    | Kirill Prigoda        | Rússia         | 27.01 |                       |
| 8                 | 1    | Ilya Shymanovich      | Bielorrússia   | 27.27 |                       |

Legenda
| Recorde mundial       | Recorde mundial (World record)               |                       | Recorde africano                      | Recorde africano (African) |                                           | Q | Classificado por posição (Qualified) |
| Recorde do campeonato | Recorde do campeonato (Championship record)  | Recorde da América    | Recorde da América (Americas)         | q                          | Classificado por melhor tempo (Qualified) |   |                                      |
| Melhor marca do ano   | Melhor marca do ano (World leading)          | Recorde asiático      | Recorde asiático (Asian)              | DNS                        | Não largou (Did not start)                |   |                                      |
| Recorde nacional      | Recorde nacional (National record)           | Recorde europeu       | Recorde europeu (European)            | DNF                        | Não terminou (Did not finish)             |   |                                      |
| Recorde pessoal       | Recorde pessoal do atleta (Personal best)    | Recorde da Oceania    | Recorde da Oceania (Oceania)          | DSQ / DQ                   | Desclassificado (Disqualified)            |   |                                      |
| Recorde da temporada  | Recorde da temporada do atleta (Season best) | Recorde sul-americano | Recorde sul-americano (South America) | NM                         | Sem marca (No mark)                       |   |                                      |